# Presentation Unit i Access Unit
Presentation Unit és el bloc elemental que conté cadascuna de les informacions digitals, encara sense comprimir, de video, àudio o dades en la Capa de Sistema. En aquesta capa es realitzen les operacions que condueixen a l'obtenció dels fluxos de senyal MPEG-2, que consisteixen en l'organització en paquets, de les dades comprimides i el posterior multiplexat de tots els senyals associats al programa.
Access Unit és una subestructura lògica del "corrent elemental" (ES-Elementary Stream) formada per fluxos binaris de vídeo i àudio comprimits per facilitar l'accés la manipulació del flux de bits. És l'entitat més petita de dades que es pot atribuir als sistemes de sincronització de capa de compressió. En aquesta capa es realitzen les operacions de descodificació MPEG, recorrent als procediments generals de compressió de dades, i aprofitant a més, per a les imatges, la seva redundància espacial (àrees uniformes) i temporal (imatges successives), la correlació entre punts propers i la menor sensibilitat de l'ull als detalls fins de les imatges fixes.

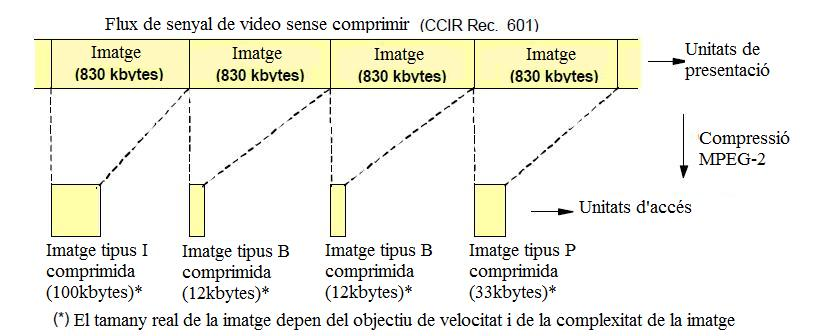
Compressió MPEG-2 del senyal de vídeo digital

Ja en la Capa de Sistema es troben els “Empaquetadors P.E.S.”, que constitueixen el següent pas en la generació tant del múltiplex de programa com del múltiplex de transport MPEG-2.
Es tracta de convertir cada “Elementary Stream (E.S.)” compost exclusivament per “Access Units”, en un “Packetised Elementary Stream (P.E.S.)”. Un P.E.S. està compost íntegrament per “PES-Packets”, com es mostra en la figura:

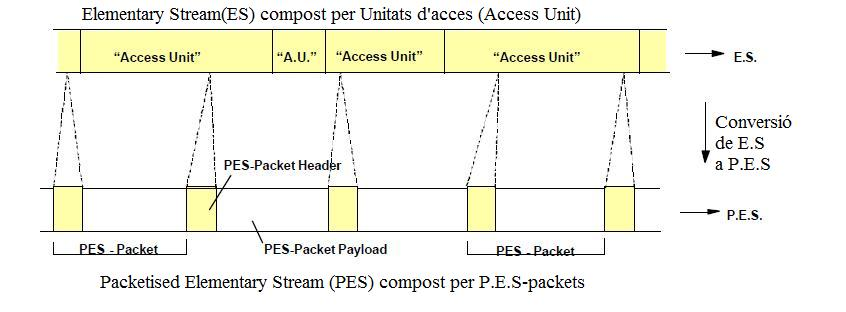
Conversió d'un E.S. en un P.E.S.

## Presentation Unit

### Unitats de presentació de vídeo
Per al senyal de vídeo digitalitzat sense comprimir, s'empra el format 4:2:2 amb quantificació de 8 bits recollit en CCIR 601-1, la “Unitat de Presentació" dels quals és una “Imatge o Quadre” (830 kbytes per a sistemes de 625 línies). D'acord amb aquest estàndard, es digitalitzen els senyals I (luminància), {\displaystyle C_{R}}(crominància) i {\displaystyle C_{B}}(crominància) (obtingudes a partir dels senyals diferència de color).

### Unitats de presentació d'àudio
Quant a l'àudio, la “Unitat de Presentació” és una “trama d'àudio AES/EBU”. En aquest cas, calen de 16 a 24 bits per mostra per proveir el rang dinàmic i la relació senyal/soroll desitjats.

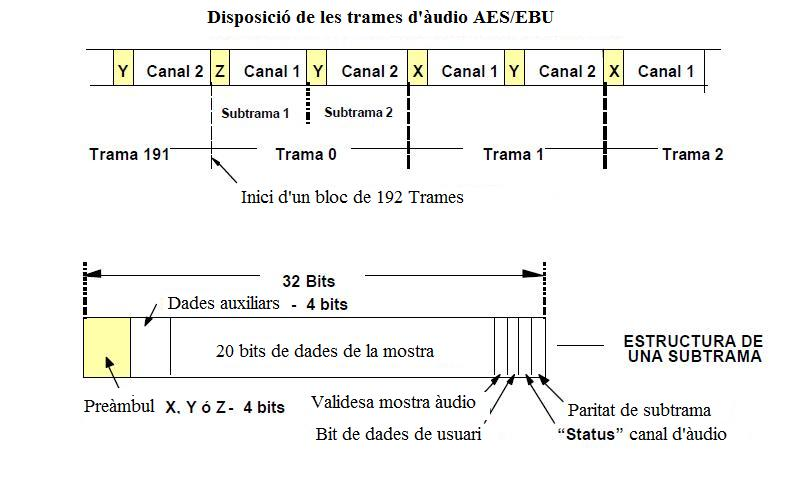
Estructura de la trama d'àudio AES/EBU

## Access Unit

### Unitats d'Accés de vídeo
En el cas del senyal de vídeo, les “Unitats d'Accés” comprimides, com hem comprovat, són de 3 tipus, corresponent a altres tipus d'imatges MPEG:
- Imatges tipus I (Intra): Es codifiquen sense cap referència a altres imatges, és a dir: contenen tots els elements necessaris per a la seva reconstrucció.
- Imatges tipus P (Previstes): Es codifiquen pel que fa a la imatge de tipus I o d'una altra P anterior, gràcies a les tècniques de predicció amb compensació de moviment. La seva taxa de compressió és clarament major que la de les imatges I.
- Imatges tipus B (Bidireccionals): Es codifiquen per interpolació entre les dues imatges de tipus I o P precedent i següent que les emmarquen. Ofereixen la taxa de compressió més alta.

El resultat de la codificació MPEG d'una seqüència de vídeo, és una successió d'“Unitats d'Accés de Vídeo”. Aquesta successió d'unitats d'accés constitueix el denominat “Vídeo Elementary Stream (Vídeo E.S.)”.

### Unitats d'Accés d'àudio
En el cas del senyal d'àudio, les “Unitats d'Accés” típicament contenen unes poques desenes de mil·lisegons d'àudio comprimit. Paral·lelament, el resultat de la codificació MPEG per a l'àudio és una successió d'“Unitats
d'Accés d'Àudio” que componen el denominat “Àudio Elementary Stream (Àudio E.S.)”.